# George Montagu (Zoologe)

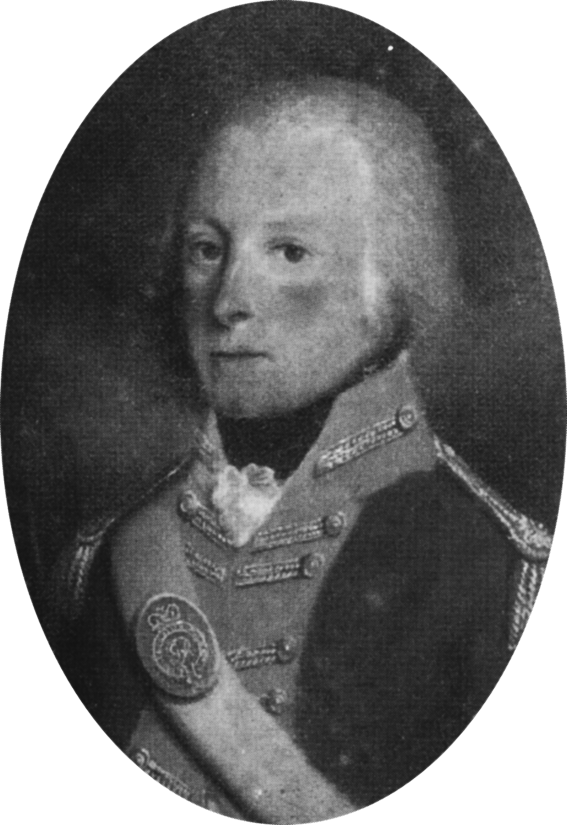
George Montagu

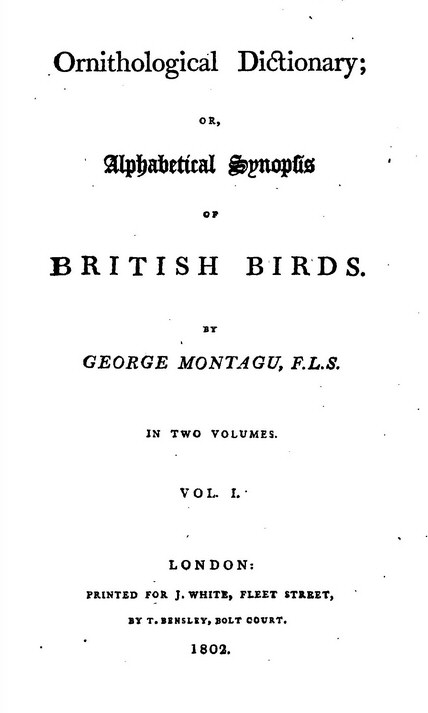
Ornithological Dictionary 1802

George Montagu (* 1753 in Lackham House bei Chippenham, Wiltshire; † 20. Juni 1815 in Kingsbridge, Devon) war ein britischer Zoologe (u. a. Ornithologe, Malakologe). Er ist besonders für seinen Ornithological Dictionary bekannt.
Montagu war hauptberuflich ab 1770 Soldat, war Hauptmann in der britischen Armee, mit der er in Nordamerika kämpfte, und brachte es später bis zum Oberst der Wiltshire Miliz. 1773 heiratete er Ann Courtenay, eine Nichte von John Stuart, 3. Earl of Bute und wohnte mit ihr in Alderton House in Wiltshire. 1798 verließ er seine Frau und zog nach Kingsbridge. Er starb an Tetanus, nachdem er auf einen Nagel getreten war.
Sein Ornithological Dictionary trug zur Popularisierung der Vogelbeobachtung und Ornithologie in Großbritannien bei neben A history of British Birds (2 Bände, 1797, 1804) von Thomas Bewick. Neben Vögeln befasste er sich aber auch mit Mollusken (mit Erstbeschreibungen wie Crenella decussata), Crustaceen, Fischen und Säugetieren.
Die Wiesenweihe wird im Englischen Montagu’s Harrier genannt. Seine Sammlung von Vögeln ging an das British Museum. Seine Mollusken-Sammlung kam über seinen Sohn Henry D’Orville an das Royal Albert Memorial Museum in Exeter, Devon.
Montagu war einer der frühesten Mitglieder der Linnean Society.

## Schriften
- Ornithological Dictionary; or Alphabetical Synopsis of British Birds, 2 Bände, London: J. White 1802, Archive
- Testacea Britannica, a History of British Marine, Land and Freshwater Shells, 1803, Supplement 1808